# اندرو فلینتوف
اندرو "فردی" فلینتوف (انگلیسی: Andrew "Freddie" Flintoff؛ زادهٔ ۶ دسامبر ۱۹۷۷) مجری تلویزیون و رادیو و بازیکن سابق کریکت بین‌المللی اهل بریتانیا است. انجمن بین‌المللی کریکت او را به صورت مداوم به‌عنوان یکی از برترین بازیکنان بین‌المللی همه‌جانبه در مسابقات بین‌المللی یک روزه و تست کریکت رتبه‌بندی می‌کرد.
فردی پس از نخستین بازی خود در سال ۱۹۹۸، تبدیل به یکی از بازیکنان جدایی ناپذیر انگلیس شد. او بعدتر به عنوان کاپیتان و نایب کاپیتان تیم خدمت کرد. او از کریکت تست در سال ۲۰۰۹ و از دیگر اشکال بازی در سال ۲۰۱۰ بازنشسته شد. او سپس در یک مبارزه بوکس حرفه‌ای در ۳۰ نوامبر ۲۰۱۲ در منچستر شرکت کرد و ریچارد داوسون آمریکایی را شکست داد. فلینتوف در سال ۲۰۱۴، از بازنشستگی خارج شد و در مسابقات T20 (یک قالب بازی کوتاه شده کریکت در سطح حرفه ای)، برای لانکاشر بازی کرد و سپس با باشگاه بریزبن هیت برای بازی در لیگ استرالیا برای فصل ۱۵-۲۰۱۴ قرارداد بست.
فلینتوف از زمان بازنشستگی خود درگیر پروژه‌های متعددی بوده است، از جمله طراحی مد و تبدیل شدن به چهره برند جاکامو، برنده شدن در برنامه تلویزیونی استرالیایی ویژه سلبریتی‌ها و شرکت در برنامه تلویزیونی کمدی ورزشی در شبکه اسکای۱. فلینتوف از سال ۲۰۱۹ به‌عنوان مجری برنامه تخت‌گاز بی بی سی وان همراه با کریس هریس و پدی مک‌گینس شروع به‌کار کرد.